# Esporte Clube Cruzeiro (Cachoeirinha)
L'Esporte Clube Cruzeiro, noto anche come Cruzeiro-RS o semplicemente come Cruzeiro, è una società calcistica brasiliana con sede nella città di Cachoeirinha, nello stato del Rio Grande do Sul.

## Storia
Il club è stato fondato il 14 luglio 1913. Ha vinto il Campionato Gaúcho nel 1929, e la seconda divisione statale nel 2010. Il Cruzeiro ha partecipato al Campeonato Brasileiro Série D nel 2011, dove è stato eliminato alla prima fase.

## Allenatori
- 1945-46: Emérico Hirschl
- 1946-? : Telêmaco Frazão de Lima

## Palmarès

### Competizioni statali
- Campionato Gaúcho: 1

1929
- Campeonato Gaúcho Divisão de Acesso: 1

2010
- Campeonato Gaúcho Série B: 1

2023
- Campeonato da Região Metropolitana: 1

2015
- Campionato di Porto Alegre: 3

1918, 1921, 1929